# Valentine Bacher
Valentine Bacher (* 15. Juni 1999) ist eine ehemalige französische Tennisspielerin.

## Karriere
Bacher begann mit sieben Jahren mit dem Tennisspielen und bevorzugt Hartplätze. Sie spielte vorrangig Turniere der ITF Women’s World Tennis Tour, wo sie zwei Titel im Doppel gewonnen hat.
2012 und 2013 nahm sie am Les Petits As teil.
2015 erhielt sie eine Wildcard für das Juniorinneneinzel der French Open, wo sie in der ersten Runde gegen Nadia Podoroska mit 6:74 und 0:6 verlor. Im Juniorinnendoppel erhielt sie mit Partnerin Emma Léné ebenfalls eine Wildcard, die die beiden aber auch nicht nutzen konnten. Sie verloren ihre Auftaktbegegnung gegen Michaela Gordon und Charlotte Robillard-Millette mit 2:6 und 4:6. Im Dezember 2015 gewann sie ihren einzigen ITF-Titel im Doppel.
Im September 2016 erreichte sie mit Platz 712 die höchste Position ihrer Karriere in der WTA-Doppelweltrangliste. Im März 2017 stand sie an der Seite ihrer Partnerin Emma Léné nochmals im Finale eines ITF-Doppelwettbewerbs, wo die beiden allerdings gegen Arina Folts und Nina Potočnik mit 4:6 und 3:6 verloren. Im Oktober 2018 bestritt sie ihr letztes Profiturnier in Cherbourg-en-Cotentin und wird seit Ende Dezember 2018 nicht mehr in der Weltrangliste geführt.

## Turniersiege

### Doppel
| Nr. | Datum             | Turnier          | Kategorie   | Belag     | Partnerin         | Finalgegnerinnen                  | Ergebnis |
| --- | ----------------- | ---------------- | ----------- | --------- | ----------------- | --------------------------------- | -------- |
| 1.  | 12. Dezember 2015 | Port El-Kantaoui | ITF $10.000 | Hartplatz | Mathilde Armitano | Darja Tscharnjazowa Marta Paigina | 6:3, 6:2 |